# Laurasien
Laurasien var et superkontinent, der bestod af de senere kontinenter Nordamerika og Eurasien (dvs. landmassen der udgør Europa og Asien). Det sydlige superkontinent på denne tid hed Gondwanaland.
Laurasien blev dannet for ca. 200 millioner år siden, da superkontinentet Pangæa blev delt op i to, Laurasien og Gondwanaland.